# Bělá (Semilyi járás)
Bělá község Csehországban, Semilyi járásban. Bělá Svojek, Nová Ves nad Popelkou, Libštát és Stará Paka településekkel határos. Lakosainak száma 289 fő (2024. január 1.).

## Népesség
A település lakosságának változását az alábbi diagram mutatja:
| Lakosok száma | 847  | 747  | 665  | 413  | 304  | 251  | 264  | 269  | 260  | 289  |
|               | 1869 | 1900 | 1921 | 1961 | 1980 | 2011 | 2016 | 2019 | 2021 | 2024 |